# Cosima Shaw
Cosima Shaw (Berlijn, 20 juli 1972) is een Duitse actrice. Ze woont in Londen.

## Filmografie
Een beknopte filmografie van Shaw:
- Gemeinsame Normdatei: 1061733319
- International Standard Name Identifier: 0000 0001 3381 2353
- Virtual International Authority File: 311651247
- WorldCat: E39PBJg4jvpPJrKVWd8wHxQcyd